# 634 Ute
Ute (asteróide 634) é um asteróide da cintura principal com um diâmetro de 69,44 quilómetros, a 2,4696514 UA. Possui uma excentricidade de 0,1881492 e um período orbital de 1 937,92 dias (5,31 anos).
Ute tem uma velocidade orbital média de 17,07705707 km/s e uma inclinação de 12,29235º.
Esse asteróide foi descoberto em 12 de Maio de 1907 por August Kopff.